# Banette (entreprise)
Pour les autres significations, voir Banette.
 (décembre 2022).
Banette est un groupement de meuniers français dont le siège social est basé à Briare dans le département du Loiret en région Centre-Val de Loire.
Le groupement rassemble 7 meuniers produisant de la farine pour 2000 artisans boulangers indépendants répartis sur toute la France.

## Présentation

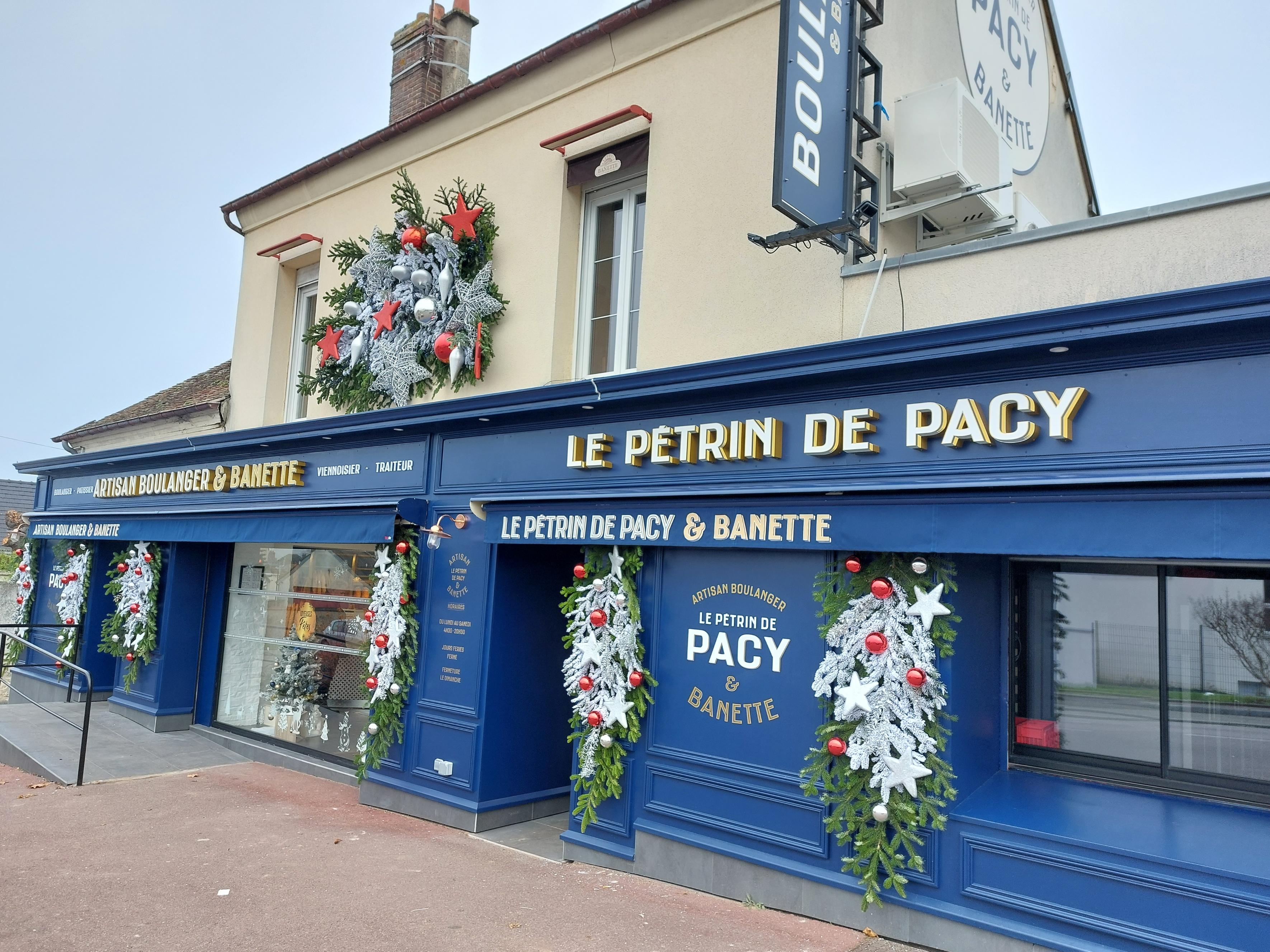
Boulangerie avec une façade Banette à Pacy-sur-Eure (Eure)

Les boulangeries Banette sont créées par Alain Storione et ses deux frères en 1979 sous le nom d'Unimie, et  renommées Banette en 1981. La première ouvre place Notre-Dame-du-Mont à Marseille.
Tous les artisans Banette sont des artisans indépendants : ce ne sont pas des franchisés. Ils s'engagent à respecter des méthodes de fabrication artisanales établies par les boulangers conseils du centre de recherche Banette et à utiliser les farines spécifiques du groupement.
En 2006, Banette a créé la filière Qualité Banette (FQB), une démarche qualité allant du contrôle des blés à des audits dans les boulangeries.
Le 6 février 2009, une usine, destinée à l'assemblage des farines pour pains spéciaux, nommée Le Comptoir Meunier, a été inaugurée à Briare.
En 2012, Jean-Philippe Nicot, Directeur général de Nicot Meunerie, est élu Président de Banette. Il effectuera 3 mandats de 3 ans chacun, et passera la main à Anne Frech, Directrice commerciale des Moulins Advens de Strasbourg, en septembre 2021.

## Produits
Banette propose : 

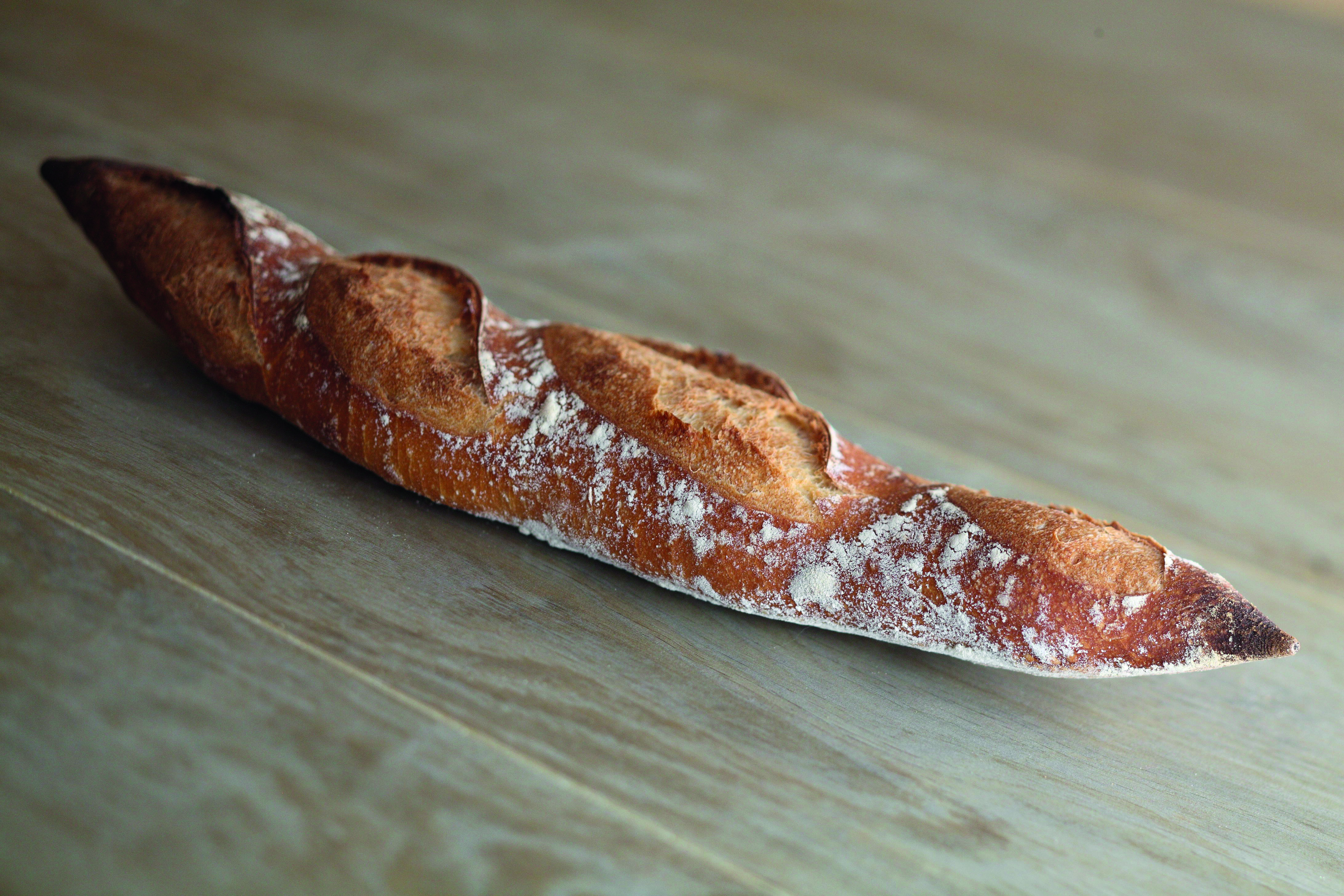
La Banette, une baguette aux bouts pointus.

- Les Banette (pain blanc) : la Banette, la Banette 1900 de Tradition Française, le Baneton 1900, le Canaillou
- Les Rustiques (ou pains de campagne) : la Meule de pierre, le Campagne, le Briare, le Levain, le Bayard, le Pastoureau, le Seigle Royal
- Les Céréales et Graines : la Banette aux graines, la 1900 aux graines, la Baguette de Pays, la Baguette Epeautre, le 6 Céréales, le Moisson, le Viking, le O'Maïs
- Les Bien-être : Blé complet, le Saveurs et Fibres, le Cœur de Lin, la no 7
- Les Gourmands et pains de saison : la Baguette Bel Orient, le Médiéval, la Chocolatée, la Fruitée
- Les Banette en édition limitée : les Banette de saison (estivale, automnale, hivernale et printanière), le Sylvestre proposé à l'occasion des fêtes de fin d'année.

## Identité visuelle
L'identité visuelle de l'entreprise s'est appuyée sur différents logotypes successifs.

Ancien logo de 1981 à 1998.
Logo depuis 1998.
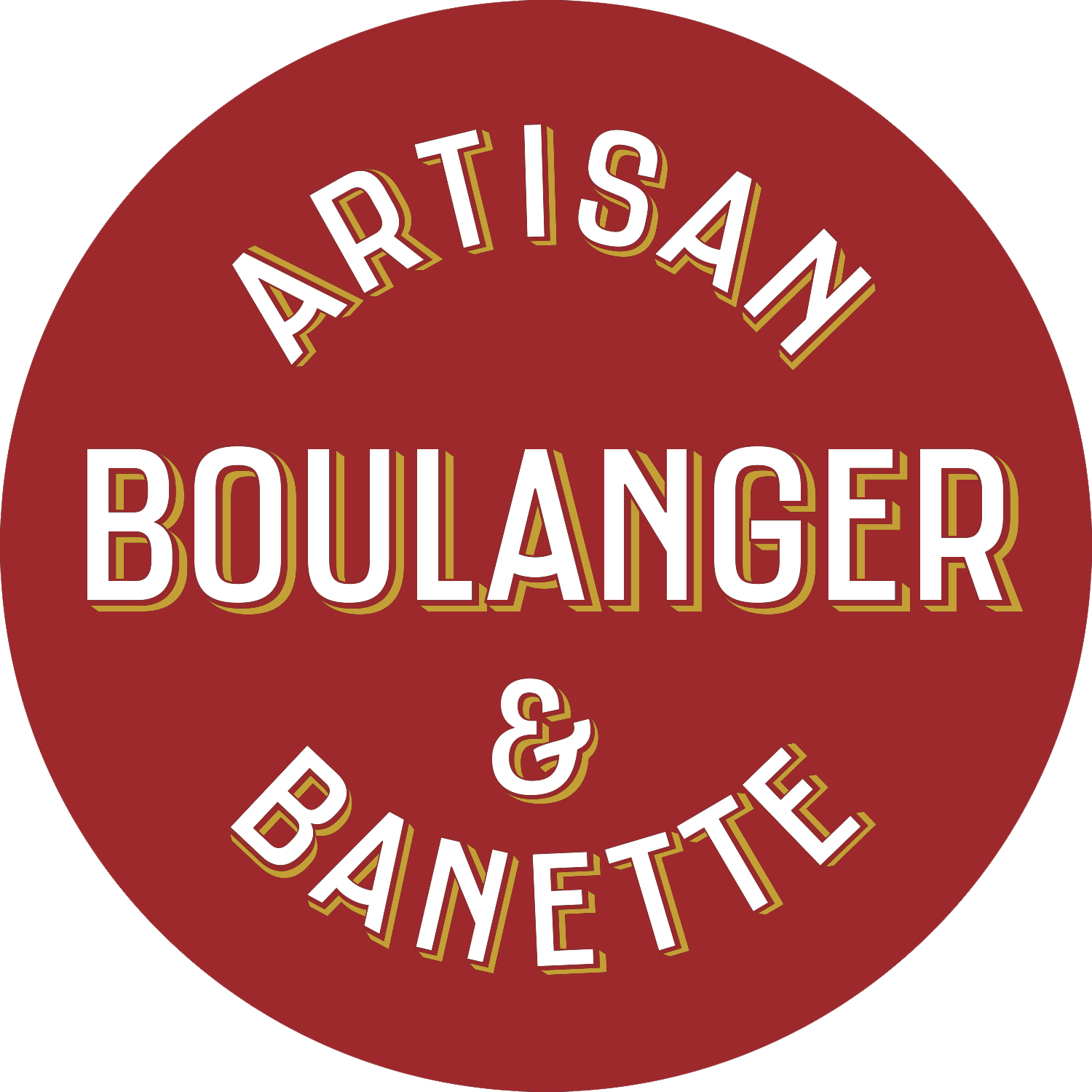
Logo depuis 2018.

## Sponsoring
De 2011 à 2018, Banette a été l'un des partenaires officiels du Tour de France. La caravane publicitaire Banette  était composée de cinq véhicules. Des animations étaient proposées sur les lignes de départ et d'arrivée ainsi que dans les boulangeries ayant choisi de se joindre à l'événement.

Véhicules de la caravane publicitaire
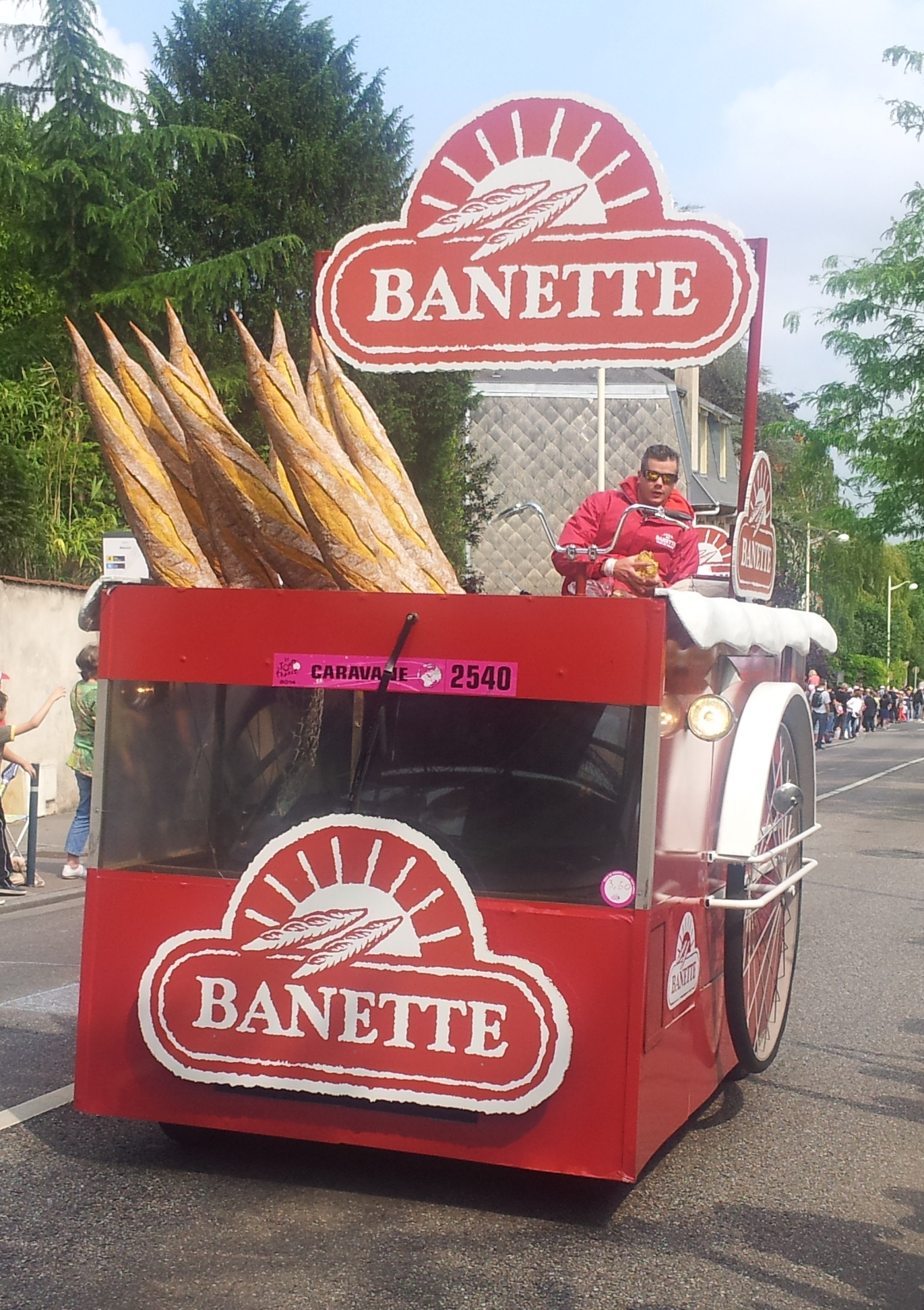
Véhicule publicitaire de la caravane du tour de France.
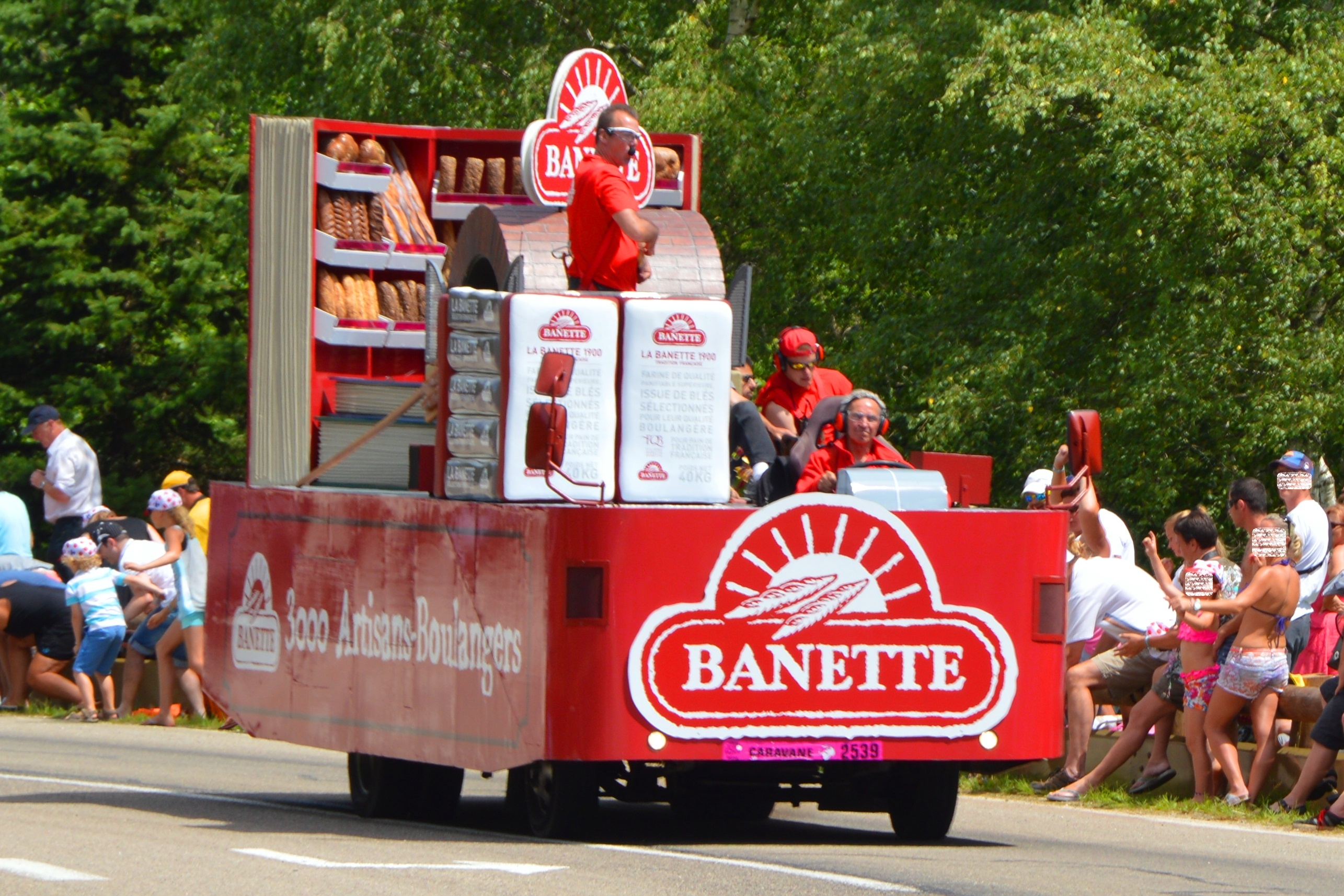
Char de la caravane Banette du tour de France.